# Darsberg
Darsberg est un village de plus de 500 habitants et un quartier de Neckarsteinach dans l'arrondisement de la Bergstrasse dans le sud de la Hesse.

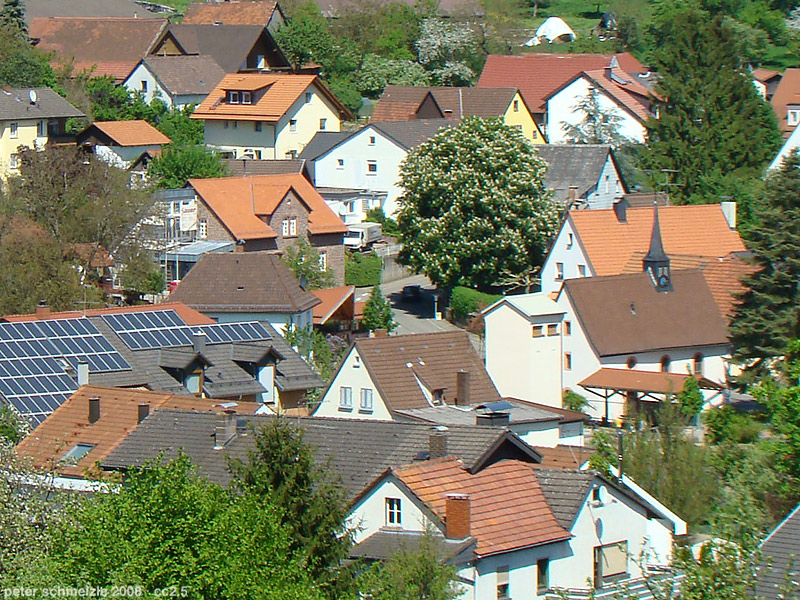
Centre du village avec ancienne école et chapelle Sébastien

## Location géographique
Darsberg est situé à l'extrémité sud de la Hesse, près de la vallée du Neckar, à environ deux kilomètres au nord-est de la ville centrale de Neckarsteinach, dans le sud de l'Odenwald, à une altitude d'environ 350 mètres.

## Histoire

### Histoire locale
Darsberg a été mentionné pour la première fois sous le nom de Tagersperch dans un document de 1174. A cette époque, les évêques de Worms cédèrent le lieu en fief au Landschad von Steinach et aux chevaliers de Hirschhorn. L'année de fondation du village est considérée comme 1329, car c'est cette année-là que Dorff zum Darsperg (en français : « village au Darsperg ») est explicitement mentionné pour la première fois dans une lettre de fief de Gerlach von Worms au chevalier Hans von Hirschhorn. Darsberg et Neckarsteinach partageaient autrefois un espace commun.
La Sebastianskapelle a été construite dans la seconde moitié du XVe siècle. À cette époque, Darsberg était important pour les seigneurs de Neckarsteinach car leur seule route vers l'arrière-pays passait par ce village. Darsberg a été touché par la guerre de Trente Ans, la guerre de succession du Palatinat, la guerre de succession d'Espagne et les guerres de coalition.
Après la disparition de la famille de Steinach en 1653, Darsberg changea de mains à plusieurs reprises : Entre-temps, il appartenait au Palatinat du Rhin, au Bade et à la Hesse, puis de nouveau aux Hochstift Worms et Hochstift Speyer. Lors de la Reichsdeputationshauptrunde en 1803, le lieu fut finalement intégré à la Hesse.
En Hesse, l'appartenance aux arrondissements (en allemand : Kreis) ou aux districts (en allemand : Bezirk) a changé à plusieurs reprises avant que Darsberg ne soit incorporé à l'arrondissement de la Bergstrasse en 1938. Au 1er octobre 1971, dans le cadre de la réforme régionale en Hesse, la commune de Darsberg, auparavant indépendante, a été incorporée volontairement à la ville de Neckarsteinach,.

## Culture et monuments

### Monuments
La chapelle Sébastien de Darsberg est un édifice de style gothique tardif du XVe siècle. Une vieille croix en pierre est encastrée dans un mur de la place du village, près de la chapelle Sébastien. Il y a une pierre d'armoiries historiques dans l'ancienne école.

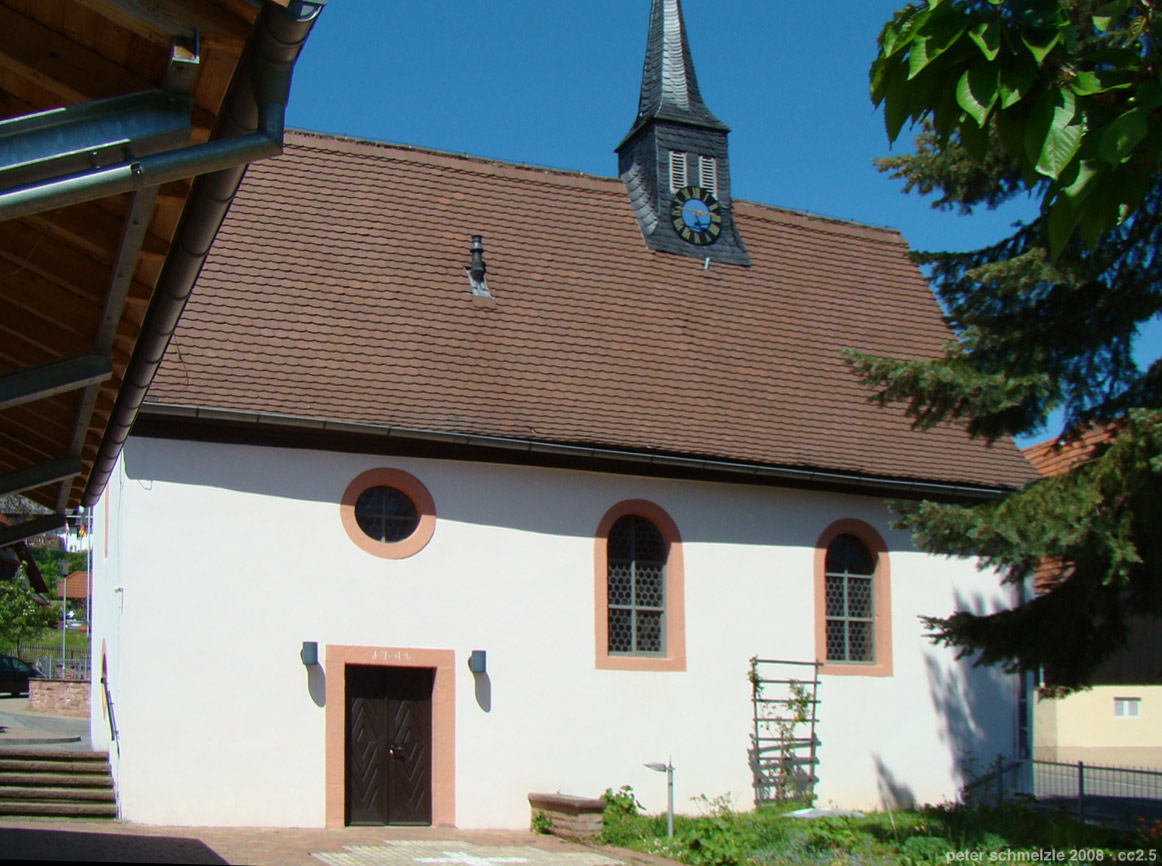
Chapelle Sébastien
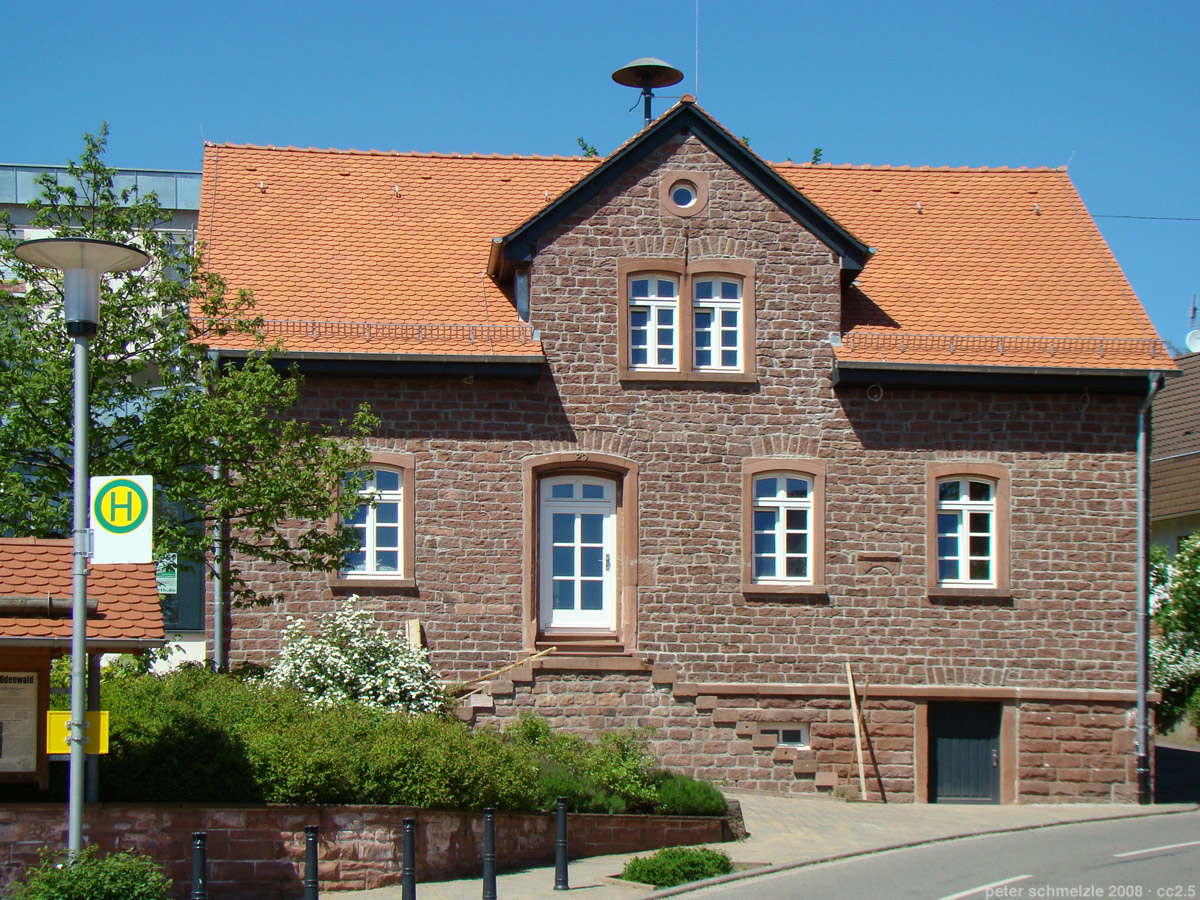
Ancienne école
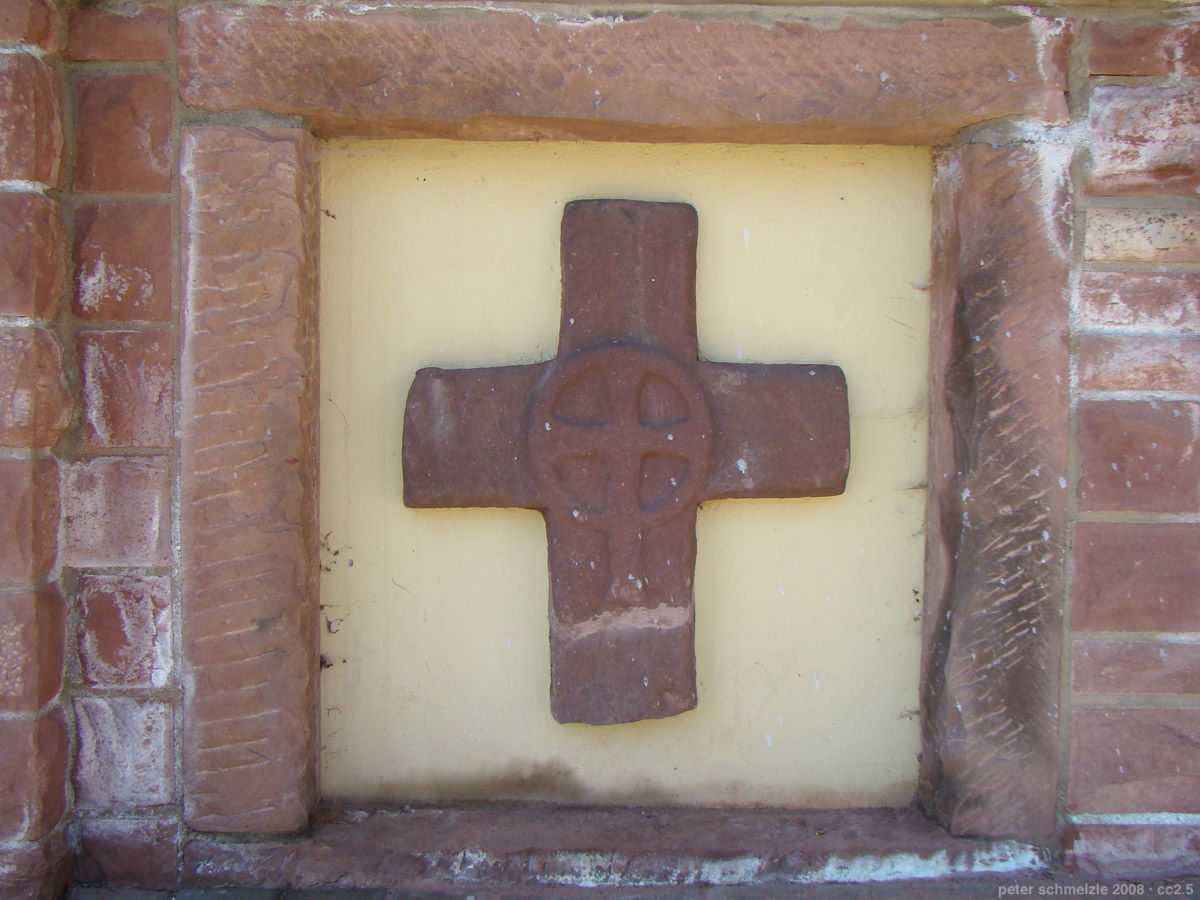
Croix en pierre
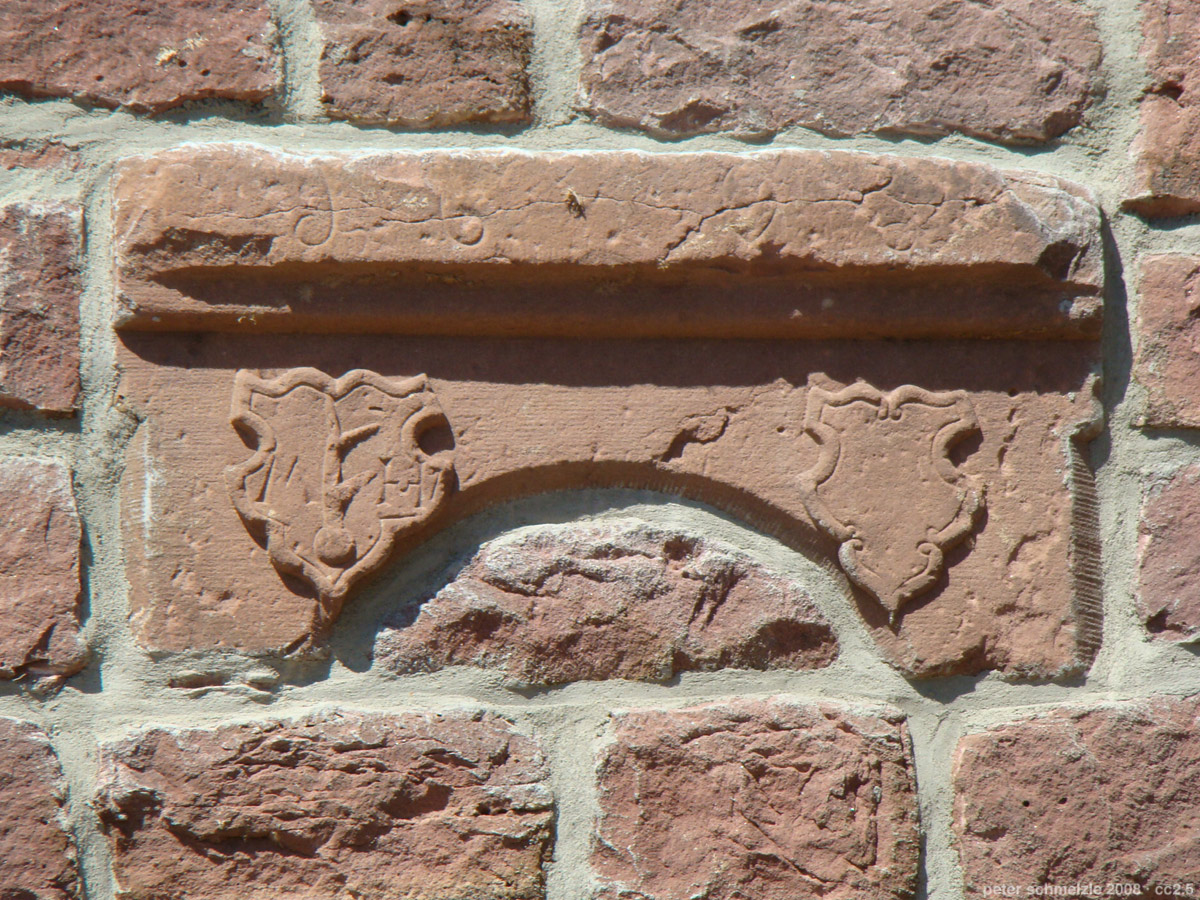
Armoiries historiques

### Événements réguliers
Les coutumes traditionnelles de l'Odenwald maintenues pendant le carnaval attirent chaque année des visiteurs des environs. À Darsberg, il y a un défilé de sorcières du carnaval (en allemand : Fastnachtshexe) au son de la Guggenmusik, après quoi une roue de feu (en allemand : Feuerrad) roule dans la vallée.